# Großer Preis von Korea 2010
Der Große Preis von Korea 2010 (offiziell 2010 Formula 1 Korean Grand Prix) fand am 24. Oktober auf dem Korean International Circuit in Yeongam, Südkorea statt und war das 17. Rennen der Formel-1-Weltmeisterschaft 2010.

## Berichte

### Hintergrund
Nach dem Großen Preis von Japan führte Mark Webber in der Fahrerwertung mit 14 Punkten vor Fernando Alonso und Sebastian Vettel. In der Konstrukteurswertung führte Red Bull-Renault mit 45 Punkten vor McLaren-Mercedes und mit 92 Punkten vor Ferrari.
Der Große Preis von Korea fand erstmals auf dem Korean International Circuit statt, daher trat kein ehemaliger Sieger zu diesem Grand Prix an.

### Training
Im ersten freien Training erzielte Lewis Hamilton die schnellste Runde vor Robert Kubica und Nico Rosberg. Bei Virgin-Cosworth übernahm Jérôme D’Ambrosio das Cockpit von Lucas di Grassi.
Im zweiten freien Training übernahm Webber die Führungsposition vor Alonso und Hamilton.
Im dritten freien Training war Kubica der schnellste Pilot vor Hamilton und Alonso.

### Qualifying
Das Qualifying bestand aus drei Teilen mit einer Nettolaufzeit von 45 Minuten. Im ersten Qualifying-Segment (Q1) hatten die Fahrer 18 Minuten Zeit, um sich für das Rennen zu qualifizieren. Die besten 17 Fahrer erreichten den nächsten Teil. Im ersten Qualifying-Segment war Hamilton der schnellste Pilot. Die HRT-, Virgin- und Lotus-Piloten sowie Vitantonio Liuzzi schieden aus.
Im zweiten Abschnitt (Q2) übernahm Webber die Führungsposition. Die Toro Rosso- und Sauber-Piloten sowie Witali Petrow, Adrian Sutil und Nico Hülkenberg schieden aus.
Im dritten Abschnitt (Q3) erzielte Vettel die schnellste Zeit für die Pole-Position. Zweiter wurde sein Teamkollege Webber vor Alonso. Für Vettel war es die 14. Pole-Position seiner Karriere und die neunte der Saison.

### Rennen

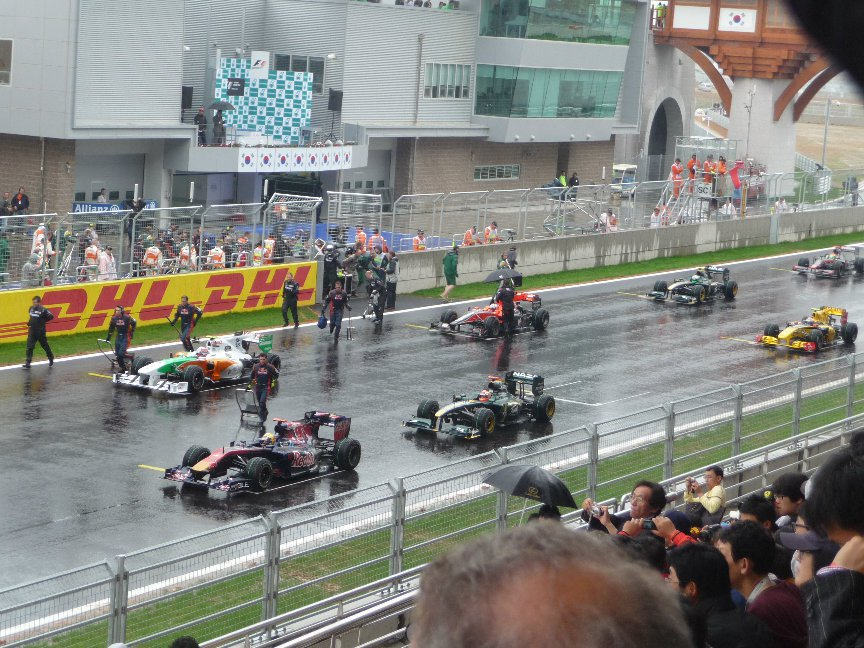
Startaufstellung im Mittelfeld

Der Start zum Großen Preis von Korea wurde wegen Regens zunächst um zehn Minuten verschoben und fand schließlich hinter dem Safety-Car statt. Da mehrere Piloten darüber klagten, nicht mehr das vor ihnen fahrende Fahrzeug zu sehen, entschied sich die Rennleitung das Rennen nach drei Runden mit der roten Flagge zu unterbrechen. Während der Unterbrechung nutzte Mercedes die Chance das Auto an die nassen Wetterbedingungen anzupassen. Nach circa 49 Minuten wurde der Grand Prix hinter dem Safety Car wieder aufgenommen. Die Piloten meldeten, dass die Bedingungen sich etwas gebessert hätten. Allerdings dauerte es mit der Freigabe des Rennens bis zur 18. Runde.
Beim Restart des Rennens profitierten beide Mercedes-Piloten von ihrem geänderten Setup. Michael Schumacher überholte Kubica und Rosberg ging an Hamilton, der sich zuvor über Boxenfunk öfters über das Hinauszögern der Rennfreigabe beschwert hatte, vorbei. Vettel profitierte von der freien Sicht und setzte sich von seinem Teamkollegen Webber ab. Nachdem sich bereits im hinteren Teil des Feldes einige Fahrzeuge gedreht hatten, verlor auch Webber beim Überfahren eines Randsteins die Kontrolle über sein Fahrzeug. Er drehte sich, schlug in die Streckenbegrenzung ein und kollidierte beim Zurückrollen auf die Strecke mit Rosberg. Für beide Piloten war das Rennen beendet und es kam zu einer weiteren Safety-Car-Phase. Die Safety-Car-Phase wurde von einigen Piloten im hinteren Teil des Feldes dazu genutzt um auf Intermediate-Reifen zu wechseln.
Beim Restart kam es an der Spitze des Feldes zu keinen Verschiebungen. Im hinteren Teil kam es zu einem weiteren Ausfall, da Jarno Trulli infolge einer Kollision mit Bruno Senna aufgeben musste. Auch di Grassi musste in dieser Phase des Rennens nach einem Unfall aufgeben. Nachdem Schumacher an Button vorbeigefahren war, entschied sich der McLaren-Pilot für einen Wechsel auf Intermediates. Allerdings absolvierte er seinen Boxenstopp zu einem ungünstigen Zeitpunkt und fiel hinter eine größere Gruppe von Piloten, die alle auf Intermediate-Reifen unterwegs waren, zurück.

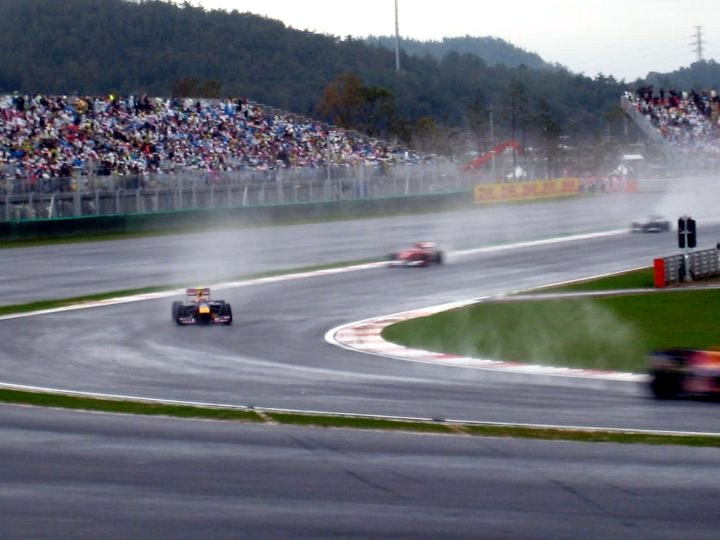
Szene aus dem Rennen

Beim Positionskampf um die zwölfte Position versuchte Sébastien Buemi an Timo Glock vorbeizufahren. Dabei kollidierte Buemi mit Glock und verlor sein linkes Vorderrad. Für beide war das Rennen nach diesem Zwischenfall beendet. Da Buemi sein Auto nicht mehr weiterfahren konnte, musste das Safety Car abermals auf die Strecke. Glock schaffte es noch bis zur Box, nahm das Rennen aber nicht mehr wieder auf. In der Safety-Car-Phase entschieden sich zunächst alle Piloten außer Vettel und Alonso, die schon an der Box vorbeigefahren waren, zu einem Wechsel auf Intermediates. Kubica wäre bei seinem Stopp beinahe mit einem Force India in der Boxengasse kollidiert. Eine Runde später stoppten auch Vettel und Alonso. Während Vettels Stopp ohne Probleme verlief, fiel einem von Alonsos Mechanikern eine Radmutter weg und sein Stopp verzögerte sich um einige Sekunden, sodass er hinter Hamilton zurückfiel.
Die Position vor Alonso hielt Hamilton jedoch nicht lange: Beim Restart verbremste er sich in der ersten Kurve und Alonso zog wieder an ihm vorbei und übernahm den zweiten Platz hinter Vettel. Die beiden führenden Piloten lösten sich vom restlichen Feld. In der 39. Runde kam Petrow in der letzten Kurve von der Strecke ab und schlug in die Begrenzung ein. Sein Auto wurde dabei vollständig zerstört. Er blieb unverletzt. Bis zu seinem Unfall lag Petrow vor seinem Teamkollegen Kubica. Das Safety Car kam dieses Mal allerdings nicht wieder auf die Strecke.

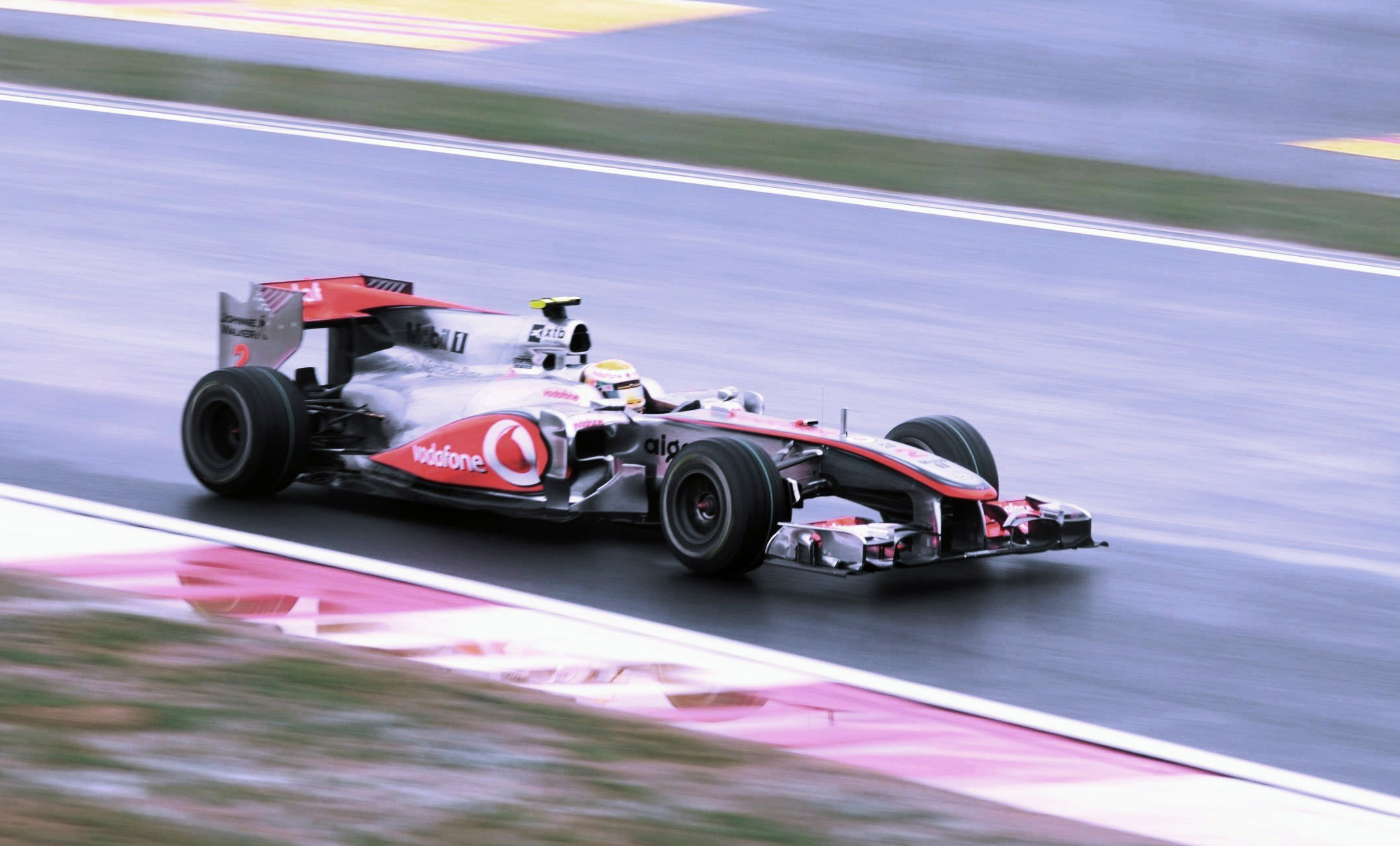
Lewis Hamilton unterwegs auf Regenreifen

Nachdem sich Vettel über Funk über zu dunkle Lichtverhältnisse beschwert hatte und Hamilton gesagt hatte, dass das Licht in Ordnung sei, wurde Vettel langsamer. Wenig später blieb er mit einem Motorschaden auf der Strecke stehen. Für Red Bull-Renault kam es somit zu einem Doppelausfall, nachdem das Team das Rennen zunächst mit beiden Autos angeführt hatte. Alonso übernahm die Führung vor Hamilton. Wenig später kam es zu einer Kollision zwischen Sutil und Kamui Kobayashi. Während Kobayashi weiterfuhr, war das Rennen für Sutil, der sich eine Radaufhängung beschädigt hatte, beendet.
Da die Strecke weiter abgetrocknet war, hatten einige Fahrer Probleme mit ihren Intermediates und drehten sich. An der Spitze konnten allerdings alle Piloten das Rennen kontrolliert fahrend beenden.
Schließlich gewann Alonso sein fünftes Saisonrennen vor Hamilton und seinem Teamkollegen Felipe Massa. Schumacher profitierte von seinen Regeneinstellungen und kam auf dem vierten Platz vor Kubica ins Ziel. Liuzzi erzielte mit einem sechsten Platz seine beste Saisonplatzierung. Die restlichen Punkte gingen an Rubens Barrichello, Kobayashi, Nick Heidfeld und Hülkenberg.
Mit seinem Sieg übernahm Alonso die Führung in der Weltmeisterschaft von Webber, der auf den zweiten Platz zurückfiel. Hamilton wurde Dritter. In der Konstrukteursweltmeisterschaft blieben die Positionen unverändert, die Abstände verkürzten sich allerdings, da Red Bull-Renault ohne Punkte blieb.

## Meldeliste
| Team                         | Nr. | Fahrer             | Chassis           | Motor                | Reifen |
| ---------------------------- | --- | ------------------ | ----------------- | -------------------- | ------ |
| Vodafone McLaren Mercedes    | 01  | Jenson Button      | McLaren MP4-25    | Mercedes-Benz 2.4 V8 | B      |
| Vodafone McLaren Mercedes    | 02  | Lewis Hamilton     | McLaren MP4-25    | Mercedes-Benz 2.4 V8 | B      |
| Mercedes GP Petronas F1 Team | 03  | Michael Schumacher | Mercedes MGP W01  | Mercedes-Benz 2.4 V8 | B      |
| Mercedes GP Petronas F1 Team | 04  | Nico Rosberg       | Mercedes MGP W01  | Mercedes-Benz 2.4 V8 | B      |
| Red Bull Racing              | 05  | Sebastian Vettel   | Red Bull RB6      | Renault 2.4 V8       | B      |
| Red Bull Racing              | 06  | Mark Webber        | Red Bull RB6      | Renault 2.4 V8       | B      |
| Scuderia Ferrari Marlboro    | 07  | Felipe Massa       | Ferrari F10       | Ferrari 2.4 V8       | B      |
| Scuderia Ferrari Marlboro    | 08  | Fernando Alonso    | Ferrari F10       | Ferrari 2.4 V8       | B      |
| AT&T Williams                | 09  | Rubens Barrichello | Williams FW32     | Cosworth 2.4 V8      | B      |
| AT&T Williams                | 10  | Nico Hülkenberg    | Williams FW32     | Cosworth 2.4 V8      | B      |
| Renault F1 Team              | 11  | Robert Kubica      | Renault R30       | Renault 2.4 V8       | B      |
| Renault F1 Team              | 12  | Witali Petrow      | Renault R30       | Renault 2.4 V8       | B      |
| Force India F1 Team          | 14  | Adrian Sutil       | Force India VJM03 | Mercedes-Benz 2.4 V8 | B      |
| Force India F1 Team          | 15  | Vitantonio Liuzzi  | Force India VJM03 | Mercedes-Benz 2.4 V8 | B      |
| Scuderia Toro Rosso          | 16  | Sébastien Buemi    | Toro Rosso STR5   | Ferrari 2.4 V8       | B      |
| Scuderia Toro Rosso          | 17  | Jaime Alguersuari  | Toro Rosso STR5   | Ferrari 2.4 V8       | B      |
| Lotus Racing                 | 18  | Jarno Trulli       | Lotus T127        | Cosworth 2.4 V8      | B      |
| Lotus Racing                 | 19  | Heikki Kovalainen  | Lotus T127        | Cosworth 2.4 V8      | B      |
| HRT F1 Team                  | 20  | Sakon Yamamoto     | HRT F110          | Cosworth 2.4 V8      | B      |
| HRT F1 Team                  | 21  | Bruno Senna        | HRT F110          | Cosworth 2.4 V8      | B      |
| BMW Sauber F1 Team           | 22  | Nick Heidfeld      | Sauber C29        | Ferrari 2.4 V8       | B      |
| BMW Sauber F1 Team           | 23  | Kamui Kobayashi    | Sauber C29        | Ferrari 2.4 V8       | B      |
| Virgin Racing                | 24  | Timo Glock         | Virgin VR-01      | Cosworth 2.4 V8      | B      |
| Virgin Racing                | 25  | Jérôme D’Ambrosio  | Virgin VR-01      | Cosworth 2.4 V8      | B      |
| Virgin Racing                | 25  | Lucas di Grassi    | Virgin VR-01      | Cosworth 2.4 V8      | B      |

Anmerkungen
1. 1 2  D’Ambrosio fuhr den Virgin mit der Nummer 25 im ersten freien Training. Di Grassi übernahm das Fahrzeug anschließend für das restliche Rennwochenende.

## Klassifikationen

### Qualifying
| Pos. | Fahrer             | Konstrukteur         | Q1       | Q2       | Q3       | Start |
| ---- | ------------------ | -------------------- | -------- | -------- | -------- | ----- |
| 01   | Sebastian Vettel   | Red Bull-Renault     | 1:37,123 | 1:36,074 | 1:35,585 | 01    |
| 02   | Mark Webber        | Red Bull-Renault     | 1:37,373 | 1:36,039 | 1:35,659 | 02    |
| 03   | Fernando Alonso    | Ferrari              | 1:37,144 | 1:36,287 | 1:35,766 | 03    |
| 04   | Lewis Hamilton     | McLaren-Mercedes     | 1:37,113 | 1:36,197 | 1:36,062 | 04    |
| 05   | Nico Rosberg       | Mercedes             | 1:37,708 | 1:36,791 | 1:36,535 | 05    |
| 06   | Felipe Massa       | Ferrari              | 1:37,515 | 1:36,169 | 1:36,571 | 06    |
| 07   | Jenson Button      | McLaren-Mercedes     | 1:38,123 | 1:37,064 | 1:36,731 | 07    |
| 08   | Robert Kubica      | Renault              | 1:37,703 | 1:37,179 | 1:36,824 | 08    |
| 09   | Michael Schumacher | Mercedes             | 1:37,980 | 1:37,077 | 1:36,950 | 09    |
| 10   | Rubens Barrichello | Williams-Cosworth    | 1:38,257 | 1:37,511 | 1:36,998 | 10    |
| 11   | Nico Hülkenberg    | Williams-Cosworth    | 1:38,115 | 1:37,620 | –        | 11    |
| 12   | Kamui Kobayashi    | Sauber-Ferrari       | 1:38,429 | 1:37,643 | –        | 12    |
| 13   | Nick Heidfeld      | Sauber-Ferrari       | 1:38,171 | 1:37,715 | –        | 13    |
| 14   | Adrian Sutil       | Force India-Mercedes | 1:38,572 | 1:37,783 | –        | 14    |
| 15   | Witali Petrow      | Renault              | 1:38,174 | 1:37,799 | –        | 20    |
| 16   | Jaime Alguersuari  | Toro Rosso-Ferrari   | 1:38,583 | 1:37,853 | –        | 15    |
| 17   | Sébastien Buemi    | Toro Rosso-Ferrari   | 1:38,621 | 1:38,594 | –        | 16    |
| 18   | Vitantonio Liuzzi  | Force India-Mercedes | 1:38,955 | –        | –        | 17    |
| 19   | Jarno Trulli       | Lotus-Cosworth       | 1:40,521 | –        | –        | 18    |
| 20   | Timo Glock         | Virgin-Cosworth      | 1:40,748 | –        | –        | 19    |
| 21   | Heikki Kovalainen  | Lotus-Cosworth       | 1:41,768 | –        | –        | 21    |
| 22   | Lucas di Grassi    | Virgin-Cosworth      | 1:42,325 | –        | –        | 22    |
| 23   | Sakon Yamamoto     | HRT-Cosworth         | 1:42,444 | –        | –        | 23    |
| 24   | Bruno Senna        | HRT-Cosworth         | 1:43,283 | –        | –        | 24    |

Anmerkungen
1. ↑  Petrow erhielt aufgrund einer Startkollision beim Großen Preis von Japan eine Startplatzstrafe von fünf Plätzen.

### Rennen
| Pos. | Fahrer             | Konstrukteur         | Runden | Stopps | Zeit        | Start | Schnellste Runde |
| ---- | ------------------ | -------------------- | ------ | ------ | ----------- | ----- | ---------------- |
| 01   | Fernando Alonso    | Ferrari              | 55     | 1      | 2:48:20,810 | 03    | 1:50,257 (42.)   |
| 02   | Lewis Hamilton     | McLaren-Mercedes     | 55     | 1      | + 14,999    | 04    | 1:50,430 (42.)   |
| 03   | Felipe Massa       | Ferrari              | 55     | 1      | + 30,868    | 06    | 1:50,502 (44.)   |
| 04   | Michael Schumacher | Mercedes             | 55     | 1      | + 39,688    | 09    | 1:51,835 (43.)   |
| 05   | Robert Kubica      | Renault              | 55     | 1      | + 47,734    | 08    | 1:51,604 (45.)   |
| 06   | Vitantonio Liuzzi  | Force India-Mercedes | 55     | 1      | + 53,571    | 17    | 1:51,371 (45.)   |
| 07   | Rubens Barrichello | Williams-Cosworth    | 55     | 1      | + 1:09,257  | 10    | 1:51,564 (45.)   |
| 08   | Kamui Kobayashi    | Sauber-Ferrari       | 55     | 1      | + 1:17,889  | 12    | 1:53,086 (42.)   |
| 09   | Nick Heidfeld      | Sauber-Ferrari       | 55     | 1      | + 1:20,107  | 13    | 1:53,263 (42.)   |
| 10   | Nico Hülkenberg    | Williams-Cosworth    | 55     | 2      | + 1:20,851  | 11    | 1:51,982 (43.)   |
| 11   | Jaime Alguersuari  | Toro Rosso-Ferrari   | 55     | 1      | + 1:24,146  | 15    | 1:51,962 (43.)   |
| 12   | Jenson Button      | McLaren-Mercedes     | 55     | 1      | + 1:29,939  | 07    | 1:52,193 (42.)   |
| 13   | Heikki Kovalainen  | Lotus-Cosworth       | 54     | 2      | + 1 Runde   | 21    | 1:55,018 (43.)   |
| 14   | Bruno Senna        | HRT-Cosworth         | 53     | 2      | + 2 Runden  | 24    | 1:59,290 (30.)   |
| 15   | Sakon Yamamoto     | HRT-Cosworth         | 53     | 1      | + 2 Runden  | 23    | 1:58,313 (36.)   |
| –    | Adrian Sutil       | Force India-Mercedes | 46     | 1      | DNF         | 14    | 1:52,601 (40.)   |
| –    | Sebastian Vettel   | Red Bull-Renault     | 45     | 1      | DNF         | 01    | 1:50,375 (44.)   |
| –    | Witali Petrow      | Renault              | 39     | 2      | DNF         | 20    | 1:53,031 (39.)   |
| –    | Timo Glock         | Virgin-Cosworth      | 31     | 0      | DNF         | 19    | 1:58,102 (29.)   |
| –    | Sébastien Buemi    | Toro Rosso-Ferrari   | 30     | 1      | DNF         | 16    | 1:56,768 (27.)   |
| –    | Lucas di Grassi    | Virgin-Cosworth      | 25     | 3      | DNF         | 22    | 2:02,635 (25.)   |
| –    | Jarno Trulli       | Lotus-Cosworth       | 25     | 2      | DNF         | 18    | 2:05,161 (20.)   |
| –    | Mark Webber        | Red Bull-Renault     | 18     | 0      | DNF         | 02    | 2:00,025 (18.)   |
| –    | Nico Rosberg       | Mercedes             | 18     | 0      | DNF         | 05    | 2:00,652 (18.)   |

## WM-Stände nach dem Rennen
Die ersten zehn des Rennens bekamen 25, 18, 15, 12, 10, 8, 6, 4, 2 bzw. 1 Punkt(e).

### Fahrerwertung
| Pos. | Fahrer             | Konstrukteur         | Punkte |
| ---- | ------------------ | -------------------- | ------ |
| 01   | Fernando Alonso    | Ferrari              | 231    |
| 02   | Mark Webber        | Red Bull-Renault     | 220    |
| 03   | Lewis Hamilton     | McLaren-Mercedes     | 210    |
| 04   | Sebastian Vettel   | Red Bull-Renault     | 206    |
| 05   | Jenson Button      | McLaren-Mercedes     | 189    |
| 06   | Felipe Massa       | Ferrari              | 143    |
| 07   | Robert Kubica      | Renault              | 124    |
| 08   | Nico Rosberg       | Mercedes             | 122    |
| 09   | Michael Schumacher | Mercedes             | 66     |
| 10   | Rubens Barrichello | Williams-Cosworth    | 47     |
| 11   | Adrian Sutil       | Force India-Mercedes | 47     |
| 12   | Kamui Kobayashi    | Sauber-Ferrari       | 31     |
| 13   | Vitantonio Liuzzi  | Force India-Mercedes | 21     |
| 14   | Witali Petrow      | Renault              | 19     |

| Pos. | Fahrer            | Konstrukteur       | Punkte |
| ---- | ----------------- | ------------------ | ------ |
| 15   | Nico Hülkenberg   | Williams-Cosworth  | 18     |
| 16   | Sébastien Buemi   | Toro Rosso-Ferrari | 8      |
| 17   | Pedro de la Rosa  | Sauber-Ferrari     | 6      |
| 18   | Nick Heidfeld     | Sauber-Ferrari     | 6      |
| 19   | Jaime Alguersuari | Toro Rosso-Ferrari | 3      |
| 20   | Heikki Kovalainen | Lotus-Cosworth     | 0      |
| 21   | Jarno Trulli      | Lotus-Cosworth     | 0      |
| 22   | Karun Chandhok    | HRT-Cosworth       | 0      |
| 23   | Bruno Senna       | HRT-Cosworth       | 0      |
| 24   | Lucas di Grassi   | Virgin-Cosworth    | 0      |
| 25   | Timo Glock        | Virgin-Cosworth    | 0      |
| 26   | Sakon Yamamoto    | HRT-Cosworth       | 0      |
| –    | Christian Klien   | HRT-Cosworth       | 0      |

### Konstrukteurswertung
| Pos. | Konstrukteur         | Punkte |
| ---- | -------------------- | ------ |
| 01   | Red Bull-Renault     | 426    |
| 02   | McLaren-Mercedes     | 399    |
| 03   | Ferrari              | 374    |
| 04   | Mercedes             | 188    |
| 05   | Renault              | 143    |
| 06   | Force India-Mercedes | 68     |

| Pos. | Konstrukteur       | Punkte |
| ---- | ------------------ | ------ |
| 07   | Williams-Cosworth  | 65     |
| 08   | Sauber-Ferrari     | 43     |
| 09   | Toro Rosso-Ferrari | 11     |
| 10   | Lotus-Cosworth     | 0      |
| 11   | HRT-Cosworth       | 0      |
| 12   | Virgin-Cosworth    | 0      |